# Lu Han
Lu Han (chinês: 鹿晗, pinyin: Lù Hán; hangul: 루한; nascido em 20 de abril de 1990) é um cantor e ator chinês. Foi apresentado como membro do grupo EXO em dezembro de 2011, estreando oficialmente em abril de 2012. Em outubro de 2014, deixou o grupo após entrar com uma ação judicial contra a S.M. Entertainment para anular seu contrato de exclusividade.
Em dezembro de 2014, a China National Radio classificou Lu Han no sexto lugar entre as dez maiores estrelas do entretenimento mais populares do país. Iniciou sua carreira como ator no filme 20 Once Again, lançado em janeiro de 2015. Em maio de 2015, apareceu na 37ª posição das celebridades mais ricas da Forbes China. Lu Han fez sua estreia como solista com o lançamento de seu primeiro extended play, intitulado Reloaded I, em 14 de setembro de 2015. Seu primeiro álbum de estúdio, Reloaded, foi lançado em 22 de dezembro do mesmo ano. No ano seguinte, tornou-se a primeira celebridade nascida após a década de 1990 a ser nomeada Artista do Ano pela China Newsweek.

## Início da vida
Lu Han nasceu em Haidian, Pequim, China, em 20 de abril 1990. Se formou na Beijing Shida Middle School e frequentou a Beijing Haidian Foreign Language Shi Yan School antes de partir para a Coreia do Sul para participar da Yonsei University como estudante de intercâmbio. Em 2008, fez um teste para a audição mundial da JYP Entertainment na China, porém não passou. Enquanto estudava em Seul, foi observado por um agente da S.M. Entertainment, que lhe recomendou a fazer uma audição bem sucedida para a agência, sendo colocado em um dormitório com outros estagiários da SM, e foi treinado na área de canto, dança e atuação.

## Carreira

### 2011–14: Início de carreira

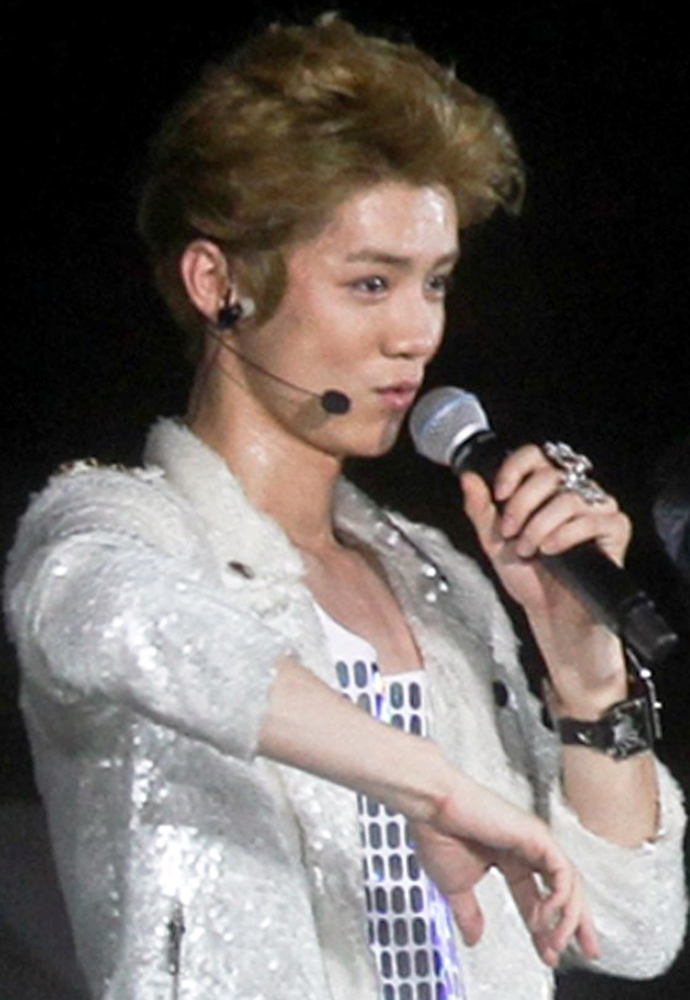
Lu Han se apresentando na SM Town Live World Tour III em novembro de 2012

Lu Han foi o segundo membro do grupo EXO a ser formalmente apresentado ao público, em 27 de dezembro de 2011. Junto com Tao, Chen, e Kai, fez sua primeira performance televisiva no evento da SBS Gayo Daejun, em 29 de dezembro do mesmo ano. O primeiro single do grupo, "What Is Love", foi lançado em 30 de janeiro de 2012. O grupo lançou seu segundo single, intitulado "History" em 9 de março. O showcase de pré-estreia do grupo foi realizado no Estádio Olímpico de Seul, em 31 de março de 2012, cem dias após o lançamento do primeiro trailer de sua estréia em 21 de dezembro de 2011. O showcase foi realizado para cerca de 3.000 fãs de 8.000 candidatos selecionados para assistir suas performances. O grupo realizou uma conferência de imprensa e mostrou suas performances no Grande Salão da Universidade de Economia e Negócios Internacionais em Pequim, China em 1 de abril de 2012. Em 24 de abril, junto com D.O., Baekhyun, Chen, BoA, Kangta, TVXQ, Taeyeon, Yesung, Jonghyun e Luna, lançou uma canção para a trilha sonara do filme I AM., intitulada "Dear My Family". Em 23 de agosto de 2012, a SM Entertainment anunciou que Luhan iria se apresentar com BoA na canção "Only One", para o episódio de 24 de agosto do Music Bank. Luhan se tornou o quarto à se apresentar com a cantora depois de Yunho, Eunhyuk, Taemin e Sehun. Em 16 de outubro do mesmo ano, foi anunciado que participaria do grupo de dança de 6 membros Younique Unit, ao lado de Eunhyuk, Hyoyeon, Taemin, Henry Lau e Kai interpretando a canção tema do Veloster, intitulada "Maxstep", para o álbum PYL Younique Album, sendo um álbum de colaboração entre a S.M. Entertainment e a Hyundai. Um vídeo teaser da música foi mostrado no PYL Younique Show no dia seguinte. A canção foi lançada oficialmente  em 31 de outubro de 2012.
Em 23 de junho de 2013, participou da equipe chinesa para uma partida de futebol no 2013 Asian Dream Cup, em Xangai. Em janeiro de 2014, participou do Idol Star Athletics Championship. Em 23 de abril de 2014, foi escolhido para fazer parte do elenco do filme 20 Once Again, dirigido por Leste Chen. Um representante da SM falou ao Newsen: “Luhan foi confirmado em “20 Once Again”. No momento estamos ajustando os horários de filmagens”. O filme é uma versão chinesa do filme coreano, Miss Granny, no qual uma senhora de idade volta a ser jovem, e estreou em janeiro de 2015. Em 13 de agosto de 2014, um post de Lu Han em sua conta oficial no Weibo alcançou mais de 13 milhões de comentários, entrando assim para o "Guinness World Records" como a pessoa que tem a maior quantidade de comentários em um post no Weibo. Em 19 de agosto, a S.M. Entertainment publicou uma foto de Lu Han com o seu certificado do "Guinness World Records" e uma medalha de recordista mundial. Em 10 de outubro do mesmo ano, entrou com uma ação judicial contra a SM Entertainment para anular seu contrato de exclusividade, principalmente por problemas de saúde. Ainda em outubro, estrelou o remake do vídeo musical de "The Last Game" feito para o EXO 90:2014. Em 1 de dezembro, lançou a canção "Our Tomorrow" para a trilha sonora do filme 20 Once Again. A canção alcançou a #1 posição no Baidu Music Chart.

### 2015–16: Atuação eReloadedseries

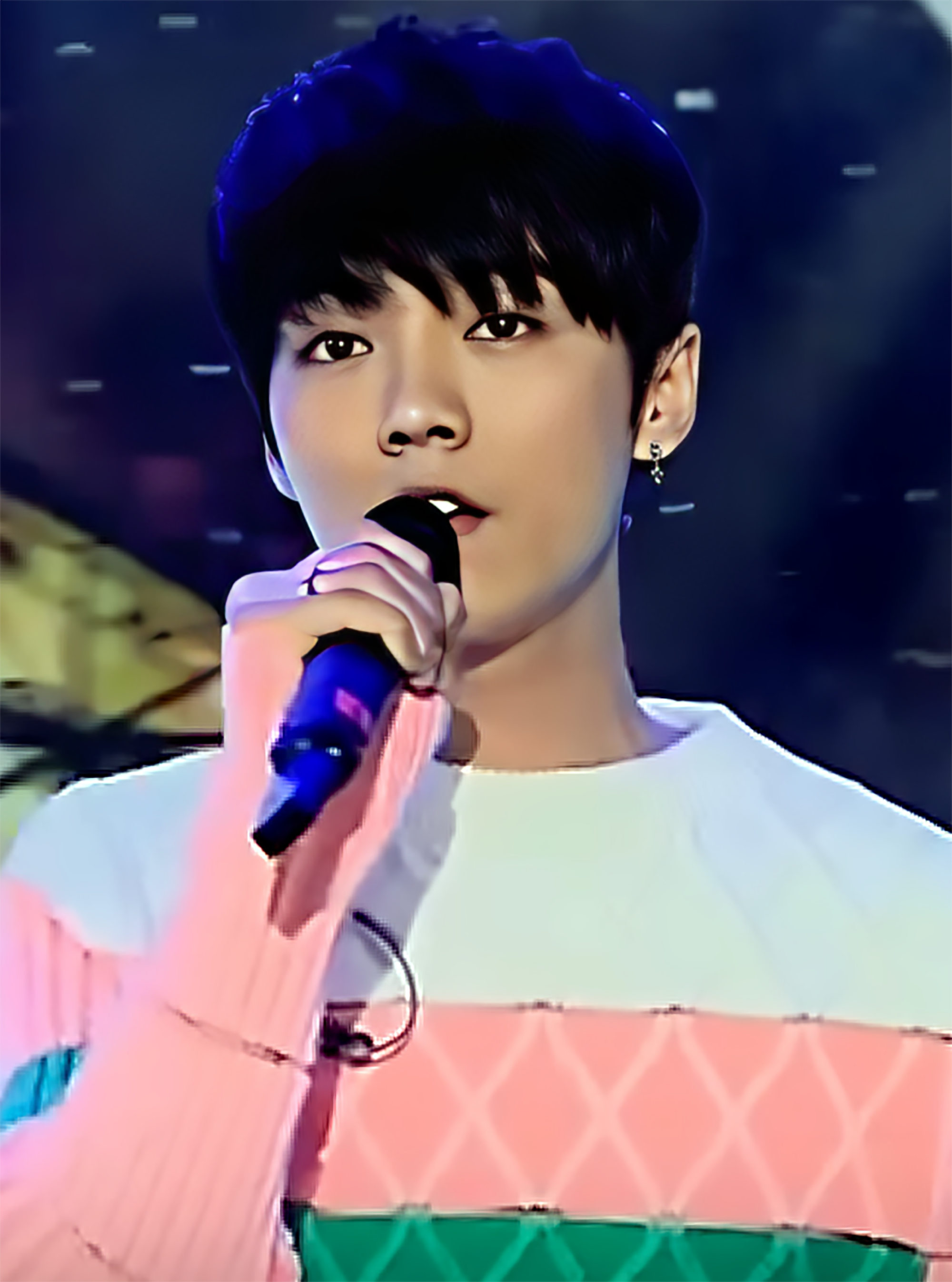
Lu Han apresentando "Our Tomorrow" no Dream Star Partner, em janeiro de 2015

Em 26 de janeiro de 2015, foi anunciado que Lu Han cantaria a música-tema para o lançamento do filme Comrades: Almost a Love Story, na China. A canção intitulada "Tian Mi Mi", foi lançada oficialmente em 3 de fevereiro. Em 28 de janeiro, foi anunciado que o filme sul-coreano Blind ganharia uma versão chinesa, intitulado The Witness, estrelado por Luhan. O filme foi lançado na China em 30 de outubro do mesmo ano. Em fevereiro de 2015, apareceu no filme 12 Golden Ducks. Em 11 de março, a Legendary Entertainment anunciou que Luhan faria parte do elenco do filme The Great Wall, dirigido por Zhang Yimou, juntamente com Matt Damon, Andy Lau e Pedro Pascal. O filme foi lançado pela China Film Group na China em 15 de dezembro de 2016, e nos Estados Unidos em 17 de fevereiro de 2017 pela Universal. Em 27 de maio de 2015, foi revelado que Lu Han e o cantor taiwanês David Tao haviam gravado a música-tema para os Jogos Olímpicos de Inverno de 2022. A canção intitulada "Please Come to the Great Wall to Ski" teve seu vídeo musical lançado em julho de 2015. Em 28 de agosto, tornou-se membro fixo da versão chinesa do programa Running Man, intitulado Hurry Up, Brother. Em 11 de setembro, Lu Han foi confirmado na versão para filme do popular web drama The Lost Tomb, intitulado Time Raiders, interpretando Wu Xie. lançado pela Le Vision Pictures em 5 de agosto de 2016.
Em 14 de setembro, lançou seu primeiro mini-álbum intitulado Reloaded I, juntamente com a faixa-título "That Good Good", via QQ Music Charts. O álbum vendeu 880.000 cópias no primeiro dia, o maior número de vendas registradas no primeiro dia de lançamento oficial, e também atingiu mais de um milhão de vendas no QQ Music, estabelecendo o recorde de vendas de álbuns digitais mais rápidos. Dias depois lançou a canção "Your Song". Ainda em  setembro Lu Han quebrou seu próprio recorde no "Guinness World Records" como a pessoa com a maior quantidade de comentários em um post no Weibo, ultrapassando 87 milhões de comentários. Em 14 de outubro 2015, lançou a canção "Medals" como single e trilha sonora do filme The Witness. Sendo lançada no iTunes em 4 de novembro do mesmo ano, estreando na #1 posição no China V Chart, bem como Billboard Hot 100, tornando-se o primeiro single em mandarim a entrar no último. Ainda em outubro lançou o single "Football Gang". No inicio de novembro lançou o vídeo musical da canção "Promises", sendo lançada como single dias depois. Em 1 de dezembro lançou o mini-álbum Reloaded II, contendo com as canções "Lu" e "Deep". A canção "Deep" também foi incluída na trilha sonora de Kung Fu Panda 3. Lançou seu primeiro álbum de estúdio, intitulado Reloaded, em 22 de dezembro de 2015. O álbum encabeçou o gráfico Tower Records no Japão, e se tornou o único álbum da China continental a entrar no Top 5 do gráfico G-Music de Taiwan.
 Em 6 de janeiro de 2016, lançou a canção "The Inner Force" para a trilha sonora de Star Wars: The Force Awakens, estreando na #2 posição no China V Chart. Em 16 de fevereiro do mesmo ano, lançou o mini-álbum Reloaded+, juntamente com a faixa-título "Excited". Em março do mesmo ano lançou o vídeo musical para a canção "Adventure Time". Em 26 de março de 2016, Lu Han iniciou sua primeira turnê solo, intitulada Luhan Reloaded: 2016 Luhan 1st China Tour, em Pequim passando por Guangzhou em 2 de abril, e Xangai em 9 de abril do mesmo ano.

### 2016–presente:XXVIIseries
Em junho de 2016, conseguiu o papel principal na série de fantasia wuxia da Hunan Television, Fighter of The Destiny, interpretando Chen Changsheng. A série foi ao ar de abril a junho de 2017. Em 21 de outubro do mesmo ano, lançou o min-álbum Xperience, com a faixa-título "Catch Me When I Fall". Em dezembro de 2016, fez uma aparição no filme See You Tomorrow. Em dezembro Em 27 de dezembro, lançou o mini-álbum Xplore, juntamente com as canções "Winter Song" e "Skin to Skin". Com seus vídeos musicais lançados em janeiro de 2017. Em fevereiro do mesmo ano também foi escalado para o filme de 5 Centimeters Per Second, adaptado do romance japonês do mesmo nome. Em 21 de janeiro, lançou oficialmente o single álbum digital Venture juntamente com o single "What If I Said", na QQ Music, KuGou Music e Kuwo Music, vendendo 60 mil cópias em apenas 3 minutos e 160 mil em 10 minutos, e recebeu elogios de críticos e ouvintes. A canção "Roleplay" foi lançada como single em 27 de fevereiro. Lu Han participou da composição da letra da canção, que detalha sua própria experiência em lidar com o assédio dos paparazzi. Lançou o mini-álbum Imagination em 19 de abril de 2017, acompanhado das canções "On Call" e "Say It".
Em junho de 2017, lançou o mini-álbum digital I, para completar a série sucessora de Reloaded, XXVII, que conta com Xperience, Xplore, Venture e Imagination representando seus 27 anos.

## Imagem
Em 10 de outubro de 2013, a pesquisa sobre o "Top 10 dos homens mais bonitos da Ásia", organizada pelo site da Youth Entertainment informou que Luhan foi escolhido como o homem mais bonito da Ásia de 2013, com mais de 40 milhões de votos.
Em 11 de maio de 2015, foi capa da revista Forbes China, onde foi classificado na 37ª posição das celebridades mais ricas, por ter conquistado o lucro de 28,5 milhões de yuans (aproximadamente US$4.6 milhões de dólares). Na edição, a Forbes descreveu Luhan como: "Em menos de cinco meses, atraiu a maior atenção por parte da indústria de entretenimento chinesa, tornando-se uma nova força em ascensão." Ainda em maio, o site Models.com selecionou Luhan como um dos seus "Cinco Faces da China", que foram escolhidos por seu talento inovador, criatividade e originalidade. O site descreve-o como o "rei reinante da cena do ídolo" sendo um dos mais famosos do mundo, e credita sua fama parcialmente ao seu "exército de fãs." E que, embora Luhan seja constantemente seguido pelos olhos de milhões de fãs (especialmente na mídia social), ele permanece humilde. Em julho de 2015, durante a conferência de imprensa do filme The Great Wall, Matt Damon revelou que estava impressionado com a popularidade de Luhan, dizendo: "Eu acho que na primeira noite que nós começamos a filmar havia cerca de 400 arranjos de flores que vieram para o Luhan em todo o corredor do hotel."
De 2015 a 2016, Lu Han apareceu na capa de mais de 20 revistas. Ele se tornou a primeira celebridade chinesa a enfeitar as capas da Elle China, GQ Style, Forbes China, Harper's Bazaar e Cosmopolitan. Ele recebeu o recorde Guinness World por ter mais de 200.000 pessoas comprando uma edição limitada de 20.000 exemplares de uma capa de revista em um segundo. Luhan ganhou sua própria estátua de cera em janeiro de 2016, do Museu de Cera Madame Tussaud em Pequim. Em outubro de 2016, Lu Han foi destaque no ranking "BOF 100" da Business of Fashion, tornando-se a única celebridade chinesa a chegar ao ranking e recebeu o título de "Most Anticipated Chinese Star". Também se tornou a primeira celebridade nascida após a década de 1990 a ser nomeado o "Artista do Ano" pela China Newsweek em dezembro de 2016. Em dezembro de 2016, foi classificado na 69ª posição no "Top 100 Most Handsome Faces of 2016" realizado pela TC Candler.

### Endossos
Em abril de 2014, endossou comercial para empresa de cosméticos chinesa KanS. Durante 2015, estrelou campanhas para a empresa francesa de cosméticos L'Oréal, além de endossar para Baidu Maps OPPO's R7 Plus, Lenovo, KFC e Sony. Tornou-se o primeiro artista asiático a endossar para Puma. Em dezembro de 2015, Lu Han foi apresentado como o embaixador oficial de Star Wars na China. Lançou um single intitulado "The Inner Force", que é a música-tema oficial chinesa para Star Wars: The Force Awakens. Em maio de 2016, tornou-se porta-voz para Volkswagen. Em julho do mesmo ano, tornou-se o rosto da Cartier SA.

## Controvérsias

### Ação judicial contra a S.M. Entertainment
Em 5 de fevereiro de 2015, a S.M. Entertainment lançou um comunicado oficial que afirmou que Luhan havia deixado o EXO sem permissão e anunciou que a empresa tinha arquivado processos contra não só Luhan mas também os anunciantes que o usou como um porta-voz. De acordo com a fonte de entretenimento chinês Sina Entertainment, um representante de Luhan lançou um comunicado oficial em 6 de fevereiro, sobre as alegações feitas na ação judicial movida contra a S.M. Entertainment. O representante disse: "Estamos lançando este comunicado oficial, a fim de esclarecer a verdade e proteger a reputação de Luhan. A SM entrou com uma ação judicial para os tribunais de Xangai, alegando que 'Luhan tem vindo a participar em atividades na China sem permissão.' No entanto, de acordo com as regras de competência, a SM não tem direito de mover uma ação judicial sobre o contrato de exclusividade [de Luhan] para um tribunal chinês. Na verdade, os tribunais não têm jurisdição em Xangai [sobre este assunto]." Ele continua: "Os resultados da [nossa] investigação mostram que a SM processou um anunciante afiliado com Luhan por violação de direitos autorais. Isso não corresponde com as razões prestadas por suas ações [SM]. A afirmação que a SM lançou através da imprensa é enganosa. A SM está ciente das razões por trás do arquivamento [para anulação] de seu [Luhan] contrato de exclusividade, mas em seu comunicado, a empresa disse que luhan foi antiético, ao deixar a empresa sem qualquer motivo legítimo." Dizer que ele [Luhan] deixou EXO sem qualquer outro motivo que não o seu próprio ganho "é uma tentativa maliciosa de difamar Luhan." O comunicado conclui com: "A fim de proteger os seus legítimos direitos e interesses, vamos tomar medidas legais contra todos os relatórios completos que difamam a reputação de Luhan."
Em julho de 2016, o tribunal recomendado para a reconciliação da duas partes, ditou que o contrato exclusivo de Luhan com a S.M. Entertainment estaria em vigor até 2022, como foi originalmente decidido. O escritório de advocacia representante da S.M. anunciou através de um comunicado de imprensa oficial em 21 de julho: "Nós não podemos divulgar os detalhes do acordo, mas de acordo com o tribunal de decisão e o acordo das partes envolvidas, o contrato exclusivo de Luhan será eficaz até 2022, como inicialmente contratado." A imprensa ainda revelou: "Excluindo áreas na Coreia e no Japão, Luhan confiará direitos de jurisdição inteiramente a S.M. Entertainment, e irá compartilhar uma parte das suas receitas com a agencia.

### Outras
Em maio de 2016, foi revelado que Luhan foi proibido de entrar em Taiwan por cinco anos. Vários meios de comunicação chineses relataram que Luhan entrou em águas quentes depois de filmar para show de variedades chinês Back to School em Taiwan, com um visto de turista. Um visto de turista proíbe a pessoa de trabalhar no país em que visita. Em junho de 2016, foi filmado gritando com um motorista de táxi, após ser seguido durante as filmagens de uma série.

## Vida pessoal
Em 8 de outubro de 2017, foi anunciado que Lu Han está em um relacionamento com Guan Xiaotong.

## Discografia
Álbuns de estúdio
- Reloaded (2015)

## Filmografia

### Filmes
| Ano  | Título                  | Papel         | Notas                         |
| ---- | ----------------------- | ------------- | ----------------------------- |
| 2015 | 20 Once Again           | Xiang Qianjin |                               |
| 2015 | 12 Golden Ducks         | Luhan         | Cameo; Mestre da dança K-pop. |
| 2015 | The Witness             | Linchong      |                               |
| 2016 | Time Raiders            | Wu Xie        |                               |
| 2016 | A Grande Muralha        | Peng Yong     |                               |
| 2016 | See You Tomorrow        | Ma Li (jovem) | Cameo                         |
| 2017 | The Founding of an Army | Deng Xiaoping | Cameo                         |
| 2019 | Shanghai Fortress       | Jiang Yang    |                               |

### Televisão
| Ano           | Título                 | Papel           | Rede                | Notas           |
| ------------- | ---------------------- | --------------- | ------------------- | --------------- |
| 2015–presente | Keep Running           | Ele mesmo       | Zhejiang Television | Regular         |
| 2016          | Back to School 2       | Ele mesmo       | Zhejiang Television | Regular         |
| 2017          | Fighter of the Destiny | Chen Changsheng | Hunan TV            | Papel Principal |
| 2018          | Sweet Combat           | Ming Tian       | Hunan TV            | Papel Principal |
| 2018          | Hot Blood Dance Crew   | Ele mesmo       | iQiyi               | Apresentador    |

### Aparições em vídeos musicais
| Ano  | Canção          | Artista     | Notas                          |
| ---- | --------------- | ----------- | ------------------------------ |
| 2014 | "The Last Game" | Kim Min-kyo | Remake feito para EXO 90:2014. |

## Prêmios e indicações
Foi eleito a "Estrela Masculina Mais Valiosa", no 2014 Baidu Moments Conference com base na estimativa de sua popularidade no Baidu através de pesquisas na Internet, menções e votos. Também ganhou o "Prêmio de Ídolo Popular da Asia" na cerimônia de premiação de fim de ano do iQiyi. Também ganhou o "Asia Popular Idol Award" na cerimônia de premiação de fim de ano do iQiyi.
| Ano             | Prêmio                                              | Categoria                               | Trabalho nomeado | Resultado |
| --------------- | --------------------------------------------------- | --------------------------------------- | ---------------- | --- |
| 2014            | 2014 Baidu Moments Conference                       | Most Valuable Male Star                 | Ele mesmo        | Venceu |
| 2014            | iQiyi All-Star Carnival Night                       | Asia Popular Idol Award                 | Ele mesmo        | Venceu |
| 2014            | Tudou Young Choice Awards                           | Person of the Year                      | Ele mesmo        | Venceu |
| 2014            | Baidu Fudian                                        | Annual Most Popular Male Artist         | Ele mesmo        | Venceu |
| 2015            | 2014 Sina Weibo Night                               | Weibo Male God Of The Year              | Ele mesmo        | Venceu |
| 2015            | 2014 Sina Weibo Night                               | Weibo King                              | Ele mesmo        | Venceu |
| 2015            | 5th Beijing International Film Festival             | Newcomer of the Year                    | 20 Once Again    | Venceu |
| 2015            | 22th Beijing College Student Film Festival          | Most Popular Actor Award                | 20 Once Again    | Venceu |
| 2015            | 12th Guangzhou University Student Film Festival     | Most Popular Actor Award                | 20 Once Again    | Venceu |
| 2016            | QQ Music Awards                                     | Best Digital Album of the Year          | Reloaded         | Venceu |
| 2016            | QQ Music Awards                                     | Best Male Singer of the Year            | Ele mesmo        | Venceu |
| 2016            | Music Radio Global Chinese Golden Chart             | Media Recommended Album of the Year     | Reloaded         | Venceu |
| 2016            | Music Radio Global Chinese Golden Chart             | All-round Artist of the Year            | Ele mesmo        | Venceu |
| 2016            | Music Radio Global Chinese Golden Chart             | Top 20 Songs of the Year                | "Medals"         | Venceu |
| 2016            | 4th V Chart Awards                                  | The Best Album Of The Year              | Reloaded         | Venceu |
| 2016            | 4th V Chart Awards                                  | Top Male Artist-Mainland                | Ele mesmo        | Venceu |
| 2016            | iQiyi All-Star Carnival                             | Asia All-Rounded Artist                 | Ele mesmo        | Venceu |
| 2016            | Tencent’s Asian Star Awards                         | Asia All-Round Artist                   | Ele mesmo        | Venceu |
| 2017            | Asian Music Gala                                    | Album of the Year                       | XXVII            | Venceu |
| 2017            | Fresh Asia Chart Festival                           | Top 10 Songs                            | "Winter Song"    | Venceu |
| 2017            | Fresh Asia Chart Festival                           | Top 10 Songs                            | "What If I Said" | Venceu |
| 2017            | Fresh Asia Chart Festival                           | Top 10 Songs                            | "On Call"        | Venceu |
| 2017            | Fresh Asia Chart Festival                           | Best Music Video                        | "Skin to Skin"   | Venceu |
| Reconhecimentos |                                                     |                                         |                  | |
| 2016            | TC Candler: The 4th Annual Independent Critics List | World's 100 Most Handsome Faces of 2016 | Ele mesmo        | style="background: #DDFBFF; color: black; vertical-align: middle; text-align: center; " class="included table-included"\|69th |
| 2017            | TC Candler: The 5th Annual Independent Critics List | World's 100 Most Handsome Faces of 2017 | Ele mesmo        | style="background: #DDFBFF; color: black; vertical-align: middle; text-align: center; " class="included table-included"\|45th |